# The NoMad
El NoMad es un hotel y restaurante integrado propiedad del Grupo Sydell y ubicado en el barrio NoMad de Manhattan, Nueva York. El restaurante del mismo nombre fue concebido por el chef Daniel Humm y el restaurador Will Guidara del cercano Eleven Madison Park. El hotel a veces se conoce como NoMad New York para diferenciarse de sus ubicaciones hermanas en Las Vegas y Los Ángeles. Es una propiedad contribuidora al distrito histórico de Madison Square North, un lugar emblemático de la ciudad de Nueva York.
El hotel fue concebido por Andrew Zobler, fundador y director ejecutivo de Sydell Group. La cartera de la compañía incluye NoMd Los Ángeles, NoMad Las Vegas, LINE LA, DC y Austin, Freehand New York, LA, Miami y Chicago, The Ned London, Park MGM Las Vegas y Saguaro Palm Springs y Scottsdale. Tiene 12 pisos y una fachada de estilo Beaux-Arts. El interior fue diseñado por el arquitecto francés Jacques García, inspirado en el apartamento parisino de su juventud. Lleva el nombre del barrio relativamente nuevo de NoMad durante un período de popularidad.
El hotel tiene un comedor privado en la azotea con asientos al aire libre. El restaurante del hotel ofrece servicio de habitaciones y comida para eventos.

## Restaurante
El restaurante NoMad abrió en 2012 y tiene una estrella Michelin. Sirve cocina europea-estadounidense de temporada. Su plato estrella es un pollo entero asado para dos relleno de foie gras y trufas. James Kent fue el chef ejecutivo de 2013 a 2017.
El crítico gastronómico Adam Platt describió el restaurante como atractivo para múltiples audiencias diferentes, con "una mezcolanza de estilos bajo un mismo techo". El restaurante tiene cinco habitaciones, incluido un atrio con techo de cristal para cenar y un bar de pie para cócteles, vino y bocadillos. La biblioteca y el salón también ofrecen asientos adicionales en diferentes ambientes.
La apertura del restaurante NoMad convenció a Danny Meyer de vender el restaurante cercano Eleven Madison Park a Humm y Guidara, pensando que competiría con el NoMad.

## Historia
El edificio está ubicado en 1170 Broadway (1166-1172, también conocido como 14-18 West 28th Street) en la esquina sureste de 28th Street y Broadway en el vecindario NoMad de Manhattan. Fue construido en 1902-03 como tiendas y oficinas, y fue diseñado por Schickel & Ditmars en el estilo Beaux Arts. El edificio recibió originalmente el nombre de la primera propietaria, Caroline H. Johnston, y se llamó edificio Johnston. Se encuentra dentro del distrito histórico de Madison Square North.
Fue construido en un momento en que las antiguas residencias, hoteles y teatros de la zona estaban siendo reemplazados por edificios comerciales de gran altura.

## Arquitectura
El edificio tiene doce pisos de altura, cinco tramos a cada lado y un exterior de piedra caliza. Tiene un tramo de esquina redondeado que mira hacia el norte, rematado con una cúpula abovedada. La fachada tiene ventanas emparejadas y una base de tres pisos con ventanas empotradas y una corona moldeada. La entrada arqueada tiene leones tallados, festones, una piedra angular enrollada y otros elementos decorativos. 

## Galería

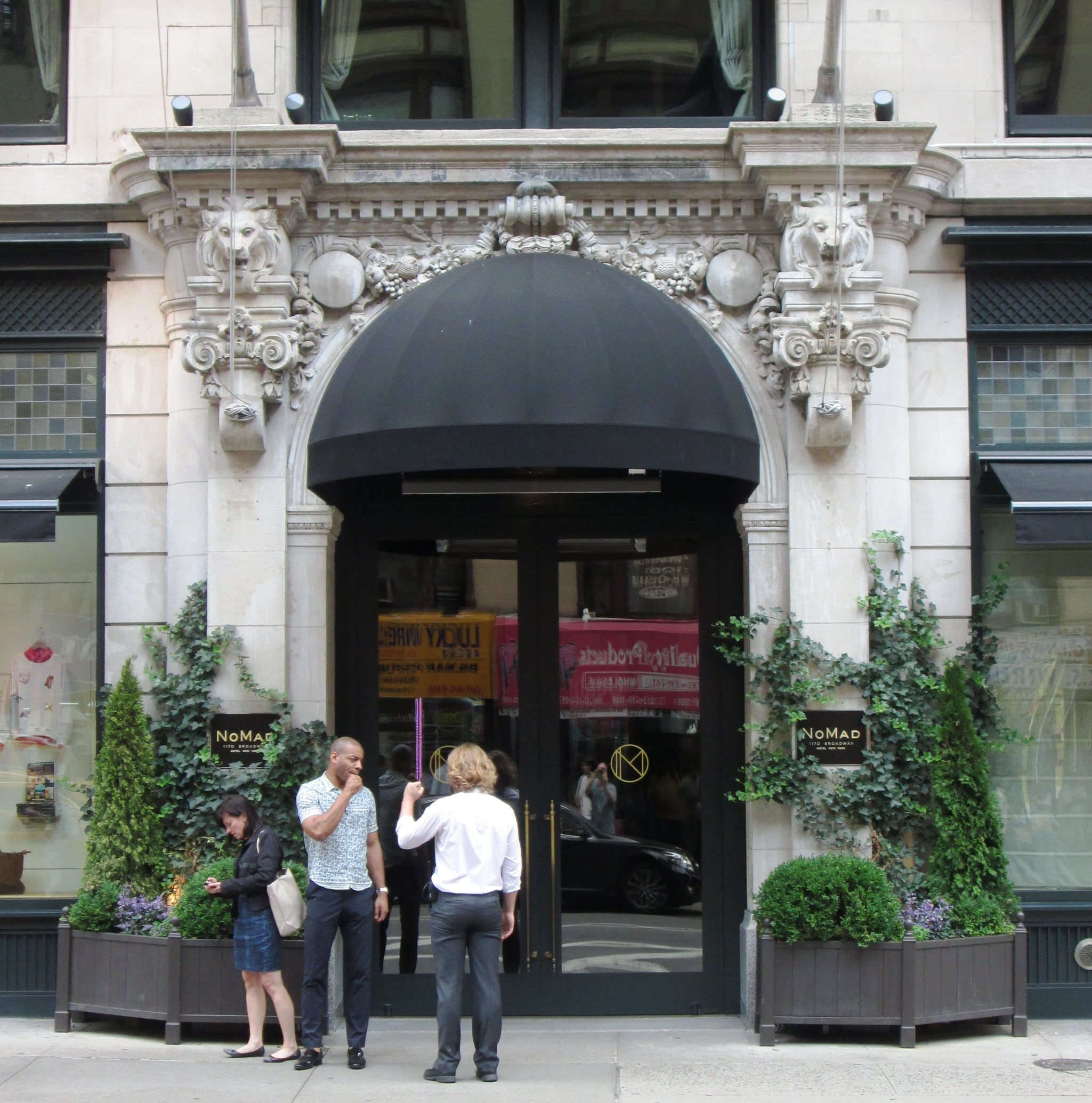
La entrada del hotel
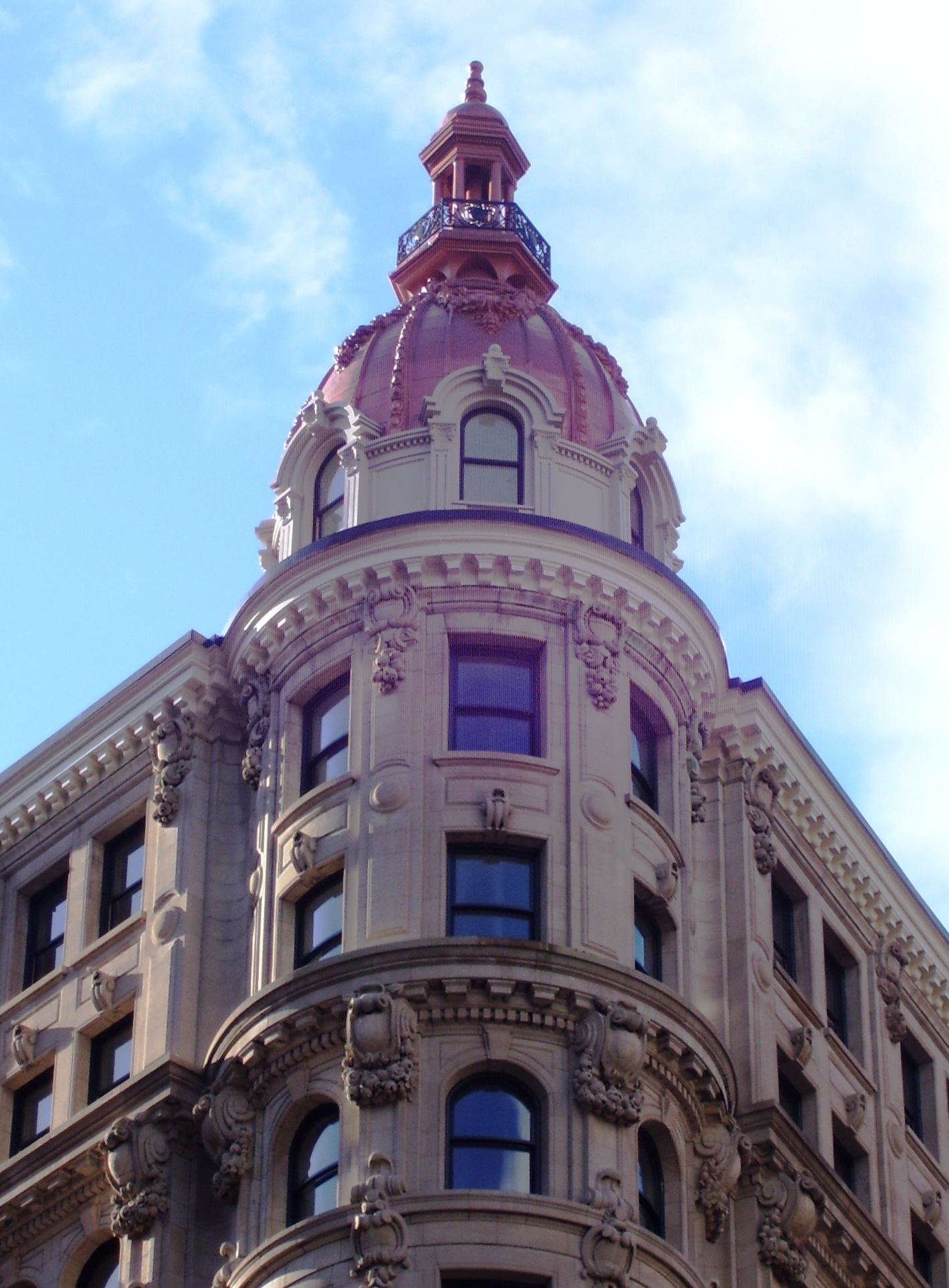
Cúpula